# Кушк (район)

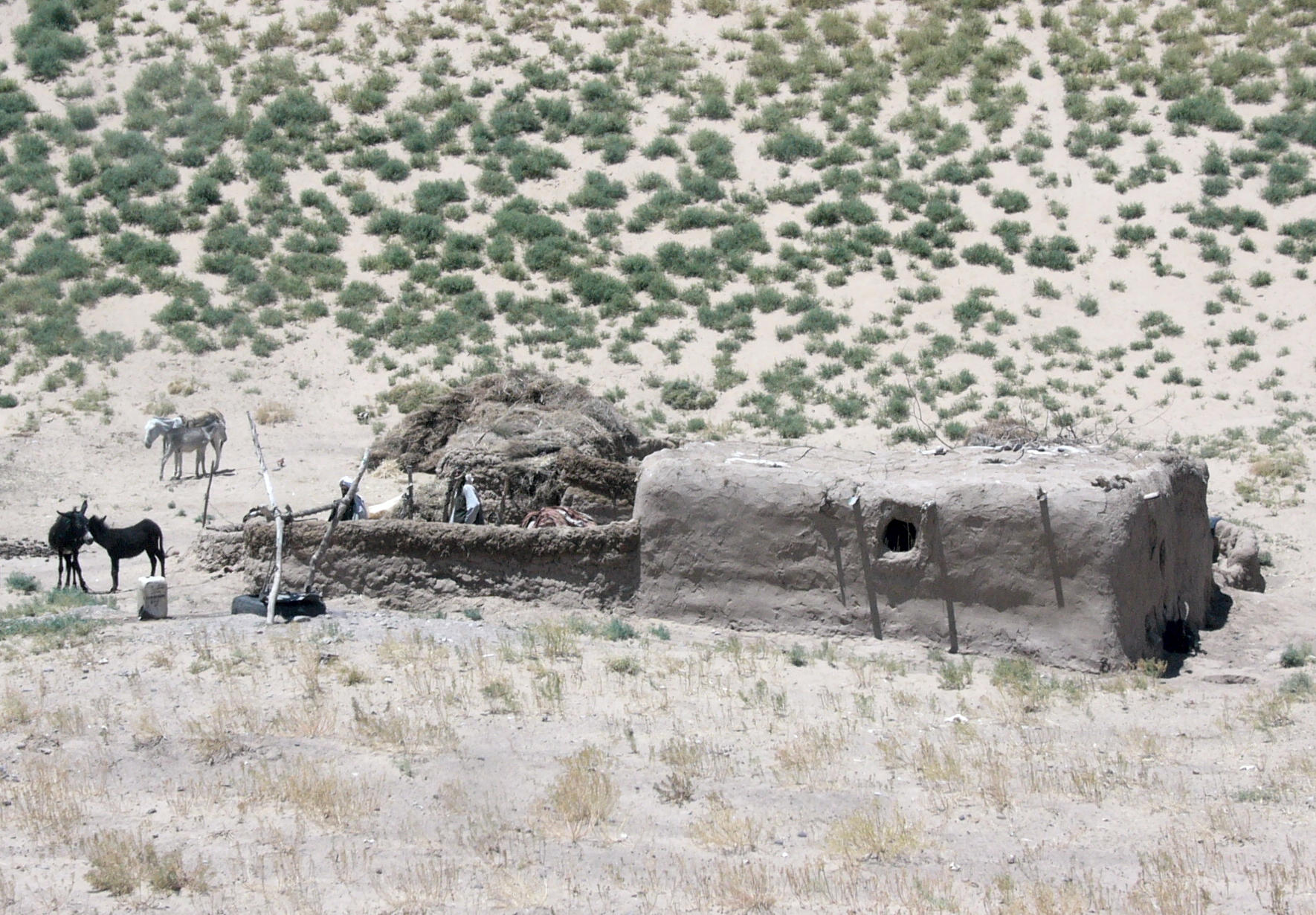
Ферма в горах району Кушк

35°03′34″ пн. ш. 62°17′43″ сх. д. / 35.059439° пн. ш. 62.295313° сх. д.
Кушк (дарі کشک  Košk , пушту کشک, можливо від «кішік» — охорона) — один з районів афганської провінції  Герат знаходиться на кордоні з Туркменістаном. Назва за Кушкінською долиною (річка  Кушка, притока  Мургаба). З туркменського прикордонного міста Серхетабат в кушкінське місто Торгунді (або Торагунді) у 1985 році прокладена залізниця з  шириною колії  1520 мм (продовження залізничної гілки Мари — Серхетабат). Рух по цій дорозі відновлено у 2007 році. Торгунді пов'язаний автомобільною дорогою з Гератом.
Район Кушк розташований у північній частині провінції Герат, Афганістан, а також може називатися Рубат-і-Сангін або Рабат-е-Сангі. Межує з Туркменістаном на півночі, районом Гулран на заході, районом Зінда Ян, районом Інджіл та районом Карух на півдні та районом Кушкі Куна на сході. Населення — 121 000 (2012).

## Інтернет-ресурси
- Map of Settlements AIMS, August 2002